# Anahita concrassata
Anahita concrassata är en spindelart som beskrevs av Benoit 1977. Anahita concrassata ingår i släktet Anahita och familjen Ctenidae.
Artens utbredningsområde är Burundi. Inga underarter finns listade i Catalogue of Life.